# Ульмен-Фернендес, Колльен
Колльен Фернандес (нем. Collien Fernandes, р. 1981) — немецкая певица, актриса, модель и VJ на немецком MTV.

## Карьера
Фернендес появилась в клипах Шэгги, Энрике Иглесиаса и Modern Talking на подтанцовке. Продюсеры заметили ее, и вскоре она подписала контракт с BMG. Ее карьера на телевидении началась в 2000 году, а осенью 2001 году стала новой ведущей Bravo TV на RTL2. С 2003 года она вела различные передачи на каналах VIVA и Maxim TV. В феврале 2004 года снялась в первом фильме «Турбофорсаж». В 2007 году была номинирована вместе со всеми актерами сериала Dr. Molly & Karl на Премию Гримме.
Фернендес снималась для рекламы различных компаний, включая Otto, Neckermann и BeeDees. Она также появлялась в рекламе на телевидении для Kinder Bueno и Mercedes-Benz.
В 2003 и 2006 годах была выбрана «Женщиной года» немецкой версией журнала Maxim. В 2010 года она была избрана в список «100 самых сексуальных женщин мира» читателями немецкого журнала FHM.

## Фильмография
- 1995—2008 — Запретная любовь / Verbotene Liebe — Inga
- 1996—2009 — Спецотряд «Кобра 11» / Alarm für Cobra 11 — Die Autobahnpolizei — Pia
- 2004—2005 — Школьницы (сериал) / Schulmädchen — Moderatorin
- 2004 — Турбофорсаж / Autobahnraser — Nina — Chrysler LeBaron
- 2004 — Снежная лихорадка / Snowfever — Sam
- 2004 — Ночь живых придурков / Die Nacht der lebenden Loser— Rebecca
- 2008 — Ossi's Eleven / Ossi’s Eleven — Collien
- 2008 — Morgen, ihr Luschen! Der Ausbilder-Schmidt-Film / Morgen, ihr Luschen! Der Ausbilder-Schmidt-Film — Prinzessin Shirin